# Estádio Governador João Castelo
Estádio Governador João Castelo, popularmente conhecido como Castelão, é um estádio multiuso situado em São Luís, Maranhão, Brasil. Localizado no Complexo Esportivo Canhoteiro, no bairro Outeiro da Cruz, em São Luís, em uma área que abriga também o ginásio de esportes Castelinho, o maior ginásio do estado do Maranhão, uma ampla pista de atletismo, parque aquático, ginásio de artes marciais, pista de skate e pista de kart.
O estádio é de propriedade do Governo do Estado do Maranhão. É o principal estádio dos jogos do Maranhão, Moto e Sampaio. Seu nome é uma homenagem a João Castelo Ribeiro Gonçalves, governador do Maranhão de 1979 a 1982.

## História
O Castelão foi concluído em 1982 e inaugurado no dia 1º de maio do mesmo ano, em um empate entre Maranhão e Sampaio Corrêa, em partida válida pelo Torneio do Trabalhador. O título da competição, o primeiro disputado no estádio, ficou com o Sampaio Corrêa. Quatro dias depois da inauguração, a Seleção Brasileira venceu a Seleção Portuguesa por 3x1.
O recorde de público do estádio é de 98.720 pessoas em 24 de setembro de 1998, quando o Santos ganhou a partida contra o Sampaio Corrêa por 5x1. Este jogo da Copa CONMEBOL quebrou o recorde anterior que foi de 95.000 pessoas (Moto Club 3x1 Sampaio Corrêa, jogado em 1987).
O jogador que mais marcou gols no estádio Castelão foi o centroavante Bacabal, que anotou quase duzentas vezes no estádio.

## Seleção Brasileira
A Seleção Brasileira de Futebol jogou quatro vezes no Castelão. A primeira partida foi em 05 de maio de 1982, contra Portugal, com vitória brasileira por 3 a 1 (um dos gols marcado por Zico). Depois, em 1º de abril de 1986, a  Seleção Brasileira jogou contra a seleção do Peru e venceu por 4 a 0. Em 23 de setembro 1998 jogou contra a antiga Iugoslávia e empatou por 1x1, com gol de falta de Marcelinho Carioca. A última partida ocorreu em 2001 contra a Venezuela, pela rodada final das eliminatórias da Copa do Mundo de 2002, quando o Brasil venceu a partida por 3x0 (com dois gols de Luisão e um de Rivaldo).

## Reforma
Após estar fechado desde 2004, quando foram constatadas rachaduras que comprometiam a estrutura física do estádio, o secretário maranhense de infraestrutura, Max Barros, anunciou em 16 de agosto de 2011 a reforma do estádio sob um custo máximo de R$25 milhões. O novo castelão atenderia a todos os padrões da FIFA e teria sua capacidade de público reduzida de 72 para 40 mil lugares. A reforma contempla ainda a recuperação das vias de acesso, instalação de catracas eletrônicas, 22 câmeras de circuito fechado de TV, adaptação total aos portadores de necessidades especiais, instalação de 12 cabines de rádio e quatro cabines de TV, dois centros de imprensa, uma sala de entrevista coletiva e um moderno sistema de iluminação, com a instalação de 75 novos holofotes na marquise e 70 nas duas torres.

## Reabertura

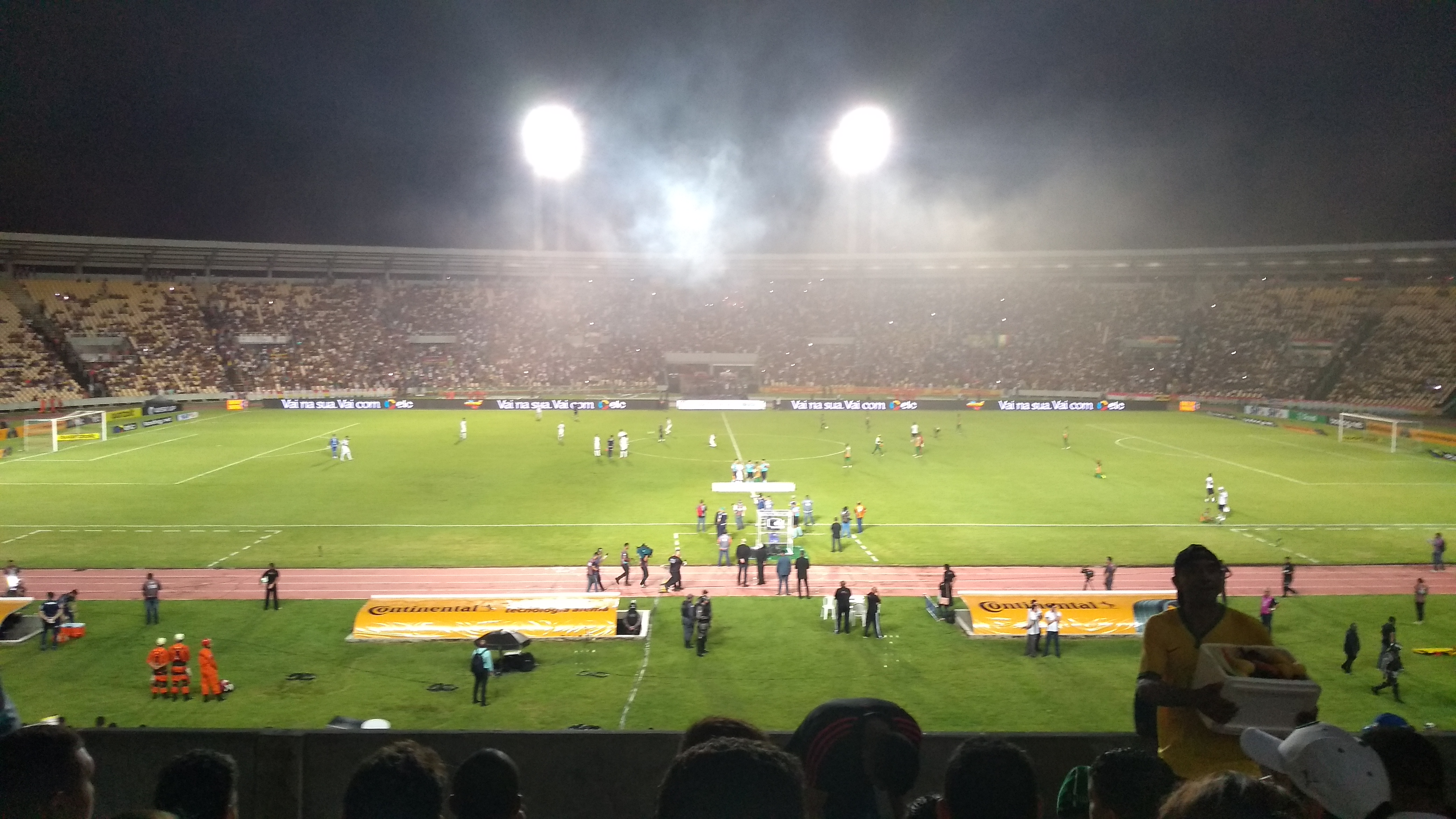
O estádio durante o jogo entre e, pela Copa do Brasil de 2019

A obra de reforma foi entregue no dia 8 de setembro de 2012, quando a capital São Luís completou 400 anos.
A reinauguração aconteceu no dia 12 de setembro de 2012, com o jogo Sampaio Corrêa x Vilhena, pelas oitavas de final do Campeonato Brasileiro Série D. Vitória do time maranhense por 4 a 1, com o estádio recebendo um público de 40 mil torcedores, o maior público em um jogo da Série D.
Na semifinal ocorreu o jogo de volta do Sampaio Correa contra o Baraúnas, tendo o time da casa como vencedor, em 10/10/12 por 1x0, com público de 34.123 e renda de R$ 316.960,00. O time do SampaioCorrêa foi: Rodrigo Ramos; Denilson, Mimica (Carlinhos Rech), Robinho e Deca; Dudu, Arlindo Maracanã, Eloir e Cleitinho (Zé Paulo); Pimentinha e Célio Codó (Wescley), sendo o técnico Flávio Araújo e o gol marcado por Eloir.
O Sampaio classificou-se para a grande final contra o CRAC, que eliminara o Mogi-Mirim nos dois confrontos. 
CRAC 1x1 Sampaio - 14/10/12 - Local: Estádio Genervino Fonseca (Catalão - GO). Público: 3.744 pagantes. Renda: R$ 33.445,00.
Time do Sampaio: Rodrigo Ramos; Roniery, Robinho, Carlinhos Rech e Luís Jorge; Dudu, Arlindo Maracanã, Eloir e Cleitinho (Johildo); Pimentinha (Zé Paulo) e Célio Codó (Wescley). Técnico: Flávio Araújo. Gol do Sampaio: Cletinho; gol do CRAC: Guerra.
Sampaio 2x0 CRAC - 21/10/12 - Local: Estádio Castelão (São Luís - MA). Público: 40.283. Renda: R$ 707.175,00. 
Time do Sampaio: Rodrigo Ramos; Roniery, Mimica, Robinho e Deca; Dudu, Arlindo Maracanã, Eloir e Cleitinho (Carlinhos Rech); Wescley (Zé Paulo) e Pimentinha (Célio Codó). Técnico: Flávio Araújo. Gols do Sampaio: Eloir e Pimentinha.
O Sampaio Correia sagrou-se campeão brasileiro pela terceira vez. O público registrado foi de 40.287, o maior de todas as séries em 2012. Recorde de público e renda na Série D. A campanha invicta foi mais um feito notável do tricolor maranhense.
Campanha: 16 jogos; 11 vitórias; 5 empates; 0 derrotas; 79,17 % de aproveitamento; 37 gols pró; 8 gols sofridos; 29 gols de saldo; 2,3 gols de média. Artilheiros do time: Pimentinha (8 gols), Eloir e Cleitinho (6 gols).